# 山邊媽祖宮
24°35′12″N 120°42′55″E / 24.586609°N 120.715150°E

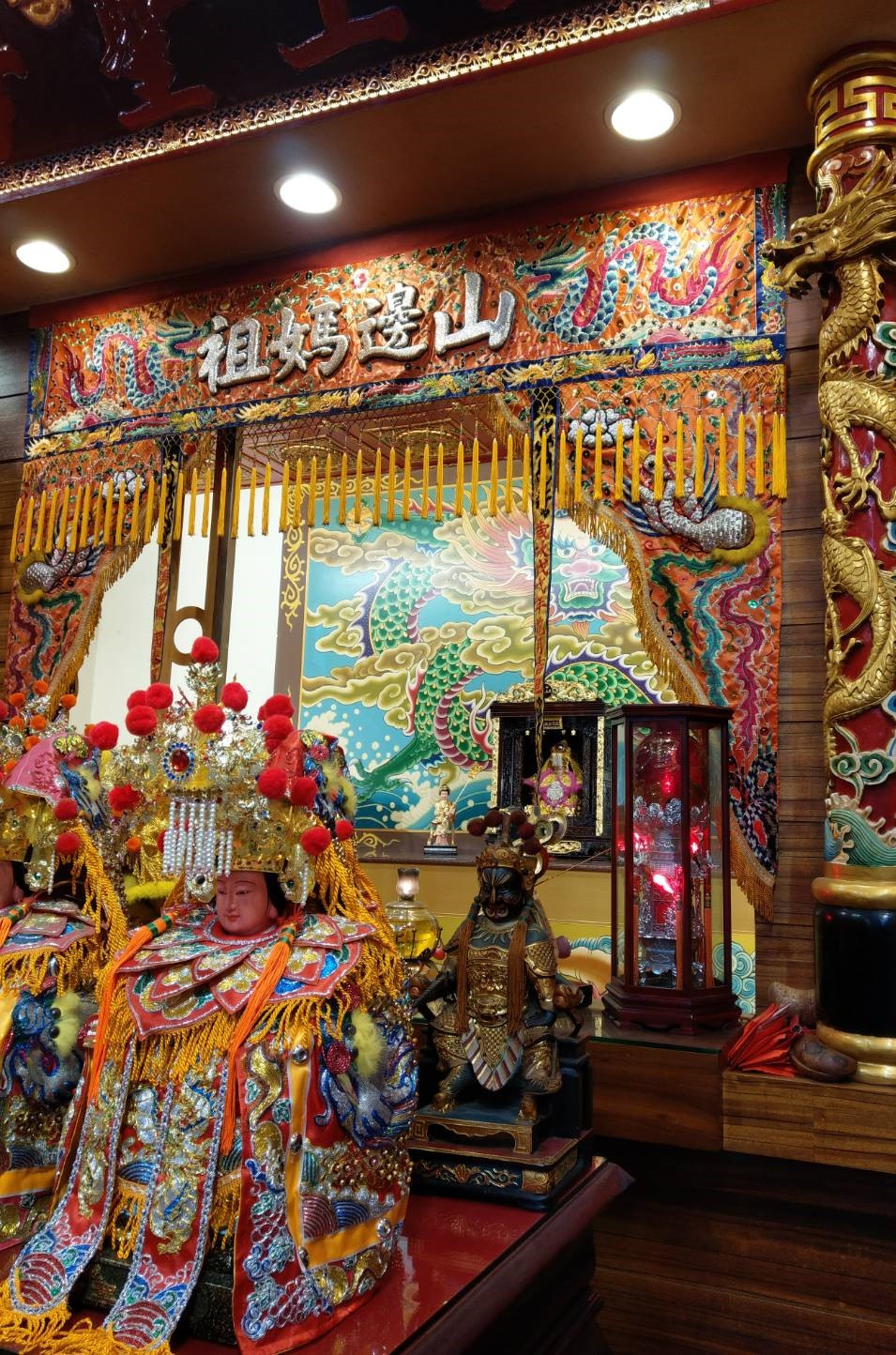
山邊媽祖

山邊媽祖宮，是位於臺灣苗栗縣後龍鎮南港里的媽祖廟，為當地居民信仰中心之一。

## 歷史
山邊媽祖，又稱為山邊媽、山邊天上聖母，其確切源由因早期並無文字記載而無從考究，但有圖像紀錄以來約為1950年代至60年代左右。山邊媽祖每年都會跟著白沙屯媽祖一同乘轎到北港進香，自1952年來不曾間斷，兩尊媽祖共同進香，始於通霄新埔村民在1950年獨立出白沙屯拱天宮祭祀範圍，礙於早期進香路途艱困遙遠，白沙屯拱天宮遂向臨庒山邊「抬轎借人」，而山邊庒居民則提議一同讓祭祀於庒內的爐主媽一同往北港進香之約定。
2010年白沙屯與山邊媽祖一同往北港進香被中華民國文化部列為中華民國無形文化資產民俗類。
2013年以前，山邊媽祖一直都是「有神無廟」的形式，數十年來都是由值年爐主輪流將神像迎請至家中奉祀。有鑑於人口外流嚴重，每年參與擲選爐主的信眾越來越少，為維護其珍貴傳統，信眾因而衍生蓋廟之決心。擲筊獲媽祖婆同意後展開籌建臨時廟宇，並於2013年5月9日入廟進駐，並組織山邊媽祖宮管理委員會。
2020年8月23日，山邊媽祖宮主委於媽祖聖駕前擲筊喜獲三聖筊，擇定於2020年9月29日（星期二）農曆庚子年8月13日早上7:00登轎、7:30起駕決定山邊媽祖萬年廟地。
於2025年7月27日完成正廟動土典禮。

## 周邊景點
- 白沙屯拱天宮
- 過港貝化石層
- 通霄精鹽廠
- 後龍好望角

## 外部連結
- 官方网站
- 山邊媽祖宮的Facebook專頁
- 山邊媽祖粉絲團的Facebook專頁
- YouTube上的苗栗後龍山邊媽祖頻道
- YouTube上的山邊媽祖粉絲團頻道